# Liste der Kulturdenkmale in Radebeul-Niederlößnitz (A–L)

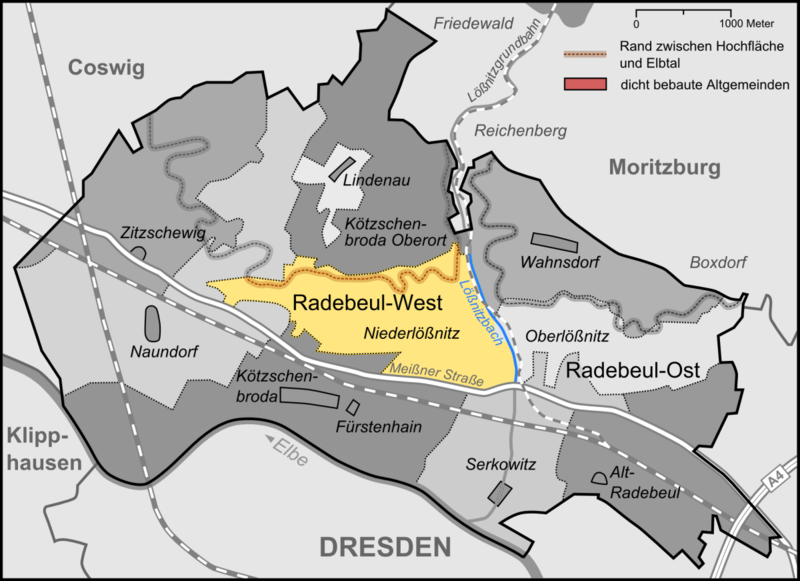
Übersicht über die Lage der Radebeuler Stadtteile, Niederlößnitz farblich markiert

Die Liste der Kulturdenkmale in Radebeul-Niederlößnitz (A–L) gibt eine Übersicht über die Kulturdenkmale im Stadtteil Niederlößnitz der sächsischen Stadt Radebeul anhand des Stands der Denkmalliste vom 24. Mai 2012. Aufgrund der Größe der Liste wurden die Straßen auf zwei Teile verteilt (A–L, M–Z).
Eine weitere Liste zeigt ehemalige Bau- / Kulturdenkmale dieses Stadtteils.
Einen Überblick über die Radebeuler Kulturdenkmale gibt die Liste der Kulturdenkmale in Radebeul, eine Zusammenfassung aller Adressen mit Kulturdenkmalen gibt die Liste der Kulturdenkmaladressen in Radebeul. Die Zuordnung der Straßen zum Stadtteil findet sich in der Liste der Straßen und Plätze in Radebeul-Niederlößnitz.
Grundlage der Auflistung sind die angegebenen Quellen. Diese Angaben ersetzen nicht die rechtsverbindliche Auskunft der zuständigen Denkmalschutzbehörde.

## Legende
Die in der Tabelle verwendeten Spalten listen die im Folgenden erläuterten Informationen auf:
- Name, Bezeichnung: Bezeichnung des einzelnen Objekts.
- Adresse, Koordinaten: Heutige Straßenadresse, Lagekoordinaten.
- Kennung: Die von der Denkmalpflege verwendete Kennung für Nebenobjekte (z. B. Adressen ohne und mit „a“, Adresse mit 9000er Angabe, dazu Ergänzungen mit „-I“).
- Datum: Besondere Baujahre, so weit bekannt oder ableitbar, teilweise auch Datum der Ersterwähnung der Liegenschaft.
- Baumeister, Architekten: Baumeister, Architekten und weitere Kunstschaffende.
- Denkmalumfang, Bemerkung: Nähere Erläuterung über den Denkmalstatus, Umfang der Liegenschaft und ihre Besonderheiten.[1]
- Bild: Foto des Hauptobjekts.

## Liste der Kulturdenkmale
| Name, Bezeichnung                                                                                 | Adresse, Koordinaten                                                                      | Kennung                                | Datum                                        | Baumeister, Architekten                                                                               | Denkmalumfang, Bemerkung | Bild |
| ------------------------------------------------------------------------------------------------- | ----------------------------------------------------------------------------------------- | -------------------------------------- | -------------------------------------------- | --- | --- | --- |
| Lößnitzgrundbahn                                                                                  | (Kleinbahntrasse)                                                                         | Kleinbahntrasse 9000                   | 1883/84                                      | | Trasse der Schmalspurbahn sowie Durchlässe (darunter gemauerte Bögen), Teile der Stützmauer und Fernmeldefreileitung                        | Der Malerwinkel heute mit dem Gleis der Lößnitzgrundbahn, im Hintergrund links schimmert gelb das Herrenhaus des Grundhofs durch die Bäume. |
| Siedlungshäuser Rosa-Luxemburg-Platz                                                              | Alfred-Naumann-Straße 13, Heinrich-Zille-Straße 46 (Lage)                                 |                                        | 1924                                         | | Wohnanlage mit gestalteter Grünfläche (Siedlungshaus, siehe auch Rosa-Luxemburg-Platz 2/3 und Heinrich-Zille-Str. 46)                       | Siedlungshäuser Rosa-Luxemburg-Platz, Alfred-Naumann-Straße 13, Heinrich-Zille-Straße 46                                                    |
| Siedlungshäuser Rosa-Luxemburg-Platz                                                              | Alfred-Naumann-Straße 15, Rosa-Luxemburg-Platz 2/3 (Lage)                                 |                                        | 1924                                         | | Wohnanlage mit gestalteter Grünfläche (Siedlungshaus, siehe auch Rosa-Luxemburg-Platz 2/3 und Heinrich-Zille-Str. 46)                       | Rosa-Luxemburg-Platz 2/3 |
| Landhaus Franz Hartung                                                                            | Altfriedstein 6 (Lage)                                                                    |                                        | 1909/10                                      | Richard Aurich                                                                                        | Wohnhaus. Villenkolonie Altfriedstein | Landhaus Franz Hartung |
| Villa Julius Büttner                                                                              | Am Bornberge 2 (Lage)                                                                     |                                        | 1887/88, 1893                                | | Villa | Villa Julius Büttner |
| Mietvilla Heinrich Emil Unger                                                                     | Am Bornberge 9 (Lage)                                                                     |                                        | 1892                                         | Adolf Neumann                                                                                         | Villa mit Einfriedung. Ehemals unter der Adresse Wilhelm-Busch-Straße 18                                                                    | Mietvilla Heinrich Emil Unger |
| Mietvilla Heinrich Emil Unger                                                                     | Am Bornberge 9 (Lage)                                                                     | Wilhelm-Busch-Straße 9018-I            | 1892                                         | Adolf Neumann                                                                                         | Garten zur Villa. Ehemals unter der Adresse Wilhelm-Busch-Straße 18                                                                         | Garten der Mietvilla Heinrich Emil Unger |
| Landhaus Carl Gottfried Bär                                                                       | Am Bornberge 10 (Lage)                                                                    |                                        | 1888                                         | Adolf Neumann                                                                                         | Villa (Landhaus), mit Einfriedung? | Landhaus Carl Gottfried Bär |
| Villa Martins-Klause                                                                              | Am Bornberge 16 (Lage)                                                                    |                                        | 1900/01                                      | Adolf Neumann                                                                                         | Mietvilla in Kopflage, mit Einfriedung? | Villa Martins-Klause |
| Villa Am Jacobstein 1                                                                             | Am Jacobstein 1 (Lage)                                                                    |                                        | um 1900                                      | | Villa mit Einfriedung | Villa Am Jacobstein 1 |
| Unteres Berghaus                                                                                  | Am Jacobstein 2 (Lage)                                                                    |                                        | Um 1750, 1853, 1860, 1886                    | | Winzerhaus, mit Einfriedung? Besitzer, Bewohner: Johann George Ehrlich, Johann Peter Hundeiker                                              | Unteres Berghaus, Süd- und Ostseite |
| Haus Fliegenwedel                                                                                 | Am Jacobstein 40 (Lage)                                                                   |                                        | 1674 Fliegenwedel, 1680, 1750, 1862, 1984–95 | | Barockes Winzerhaus, ehemals mit Jacobstein und Weinberg Fliegenwedel. Erwähnung im Dehio Radebeuler Bauherrenpreis 1998                    | Haus Fliegenwedel vor dem gleichnamigen Weinberg                                                                                            |
| Mietvilla An der Jägermühle 1                                                                     | An der Jägermühle 1 (Lage)                                                                |                                        | um 1905                                      | | Mietvilla, mit Mauer? | Mietvilla An der Jägermühle 1 |
| Haus Fährmann                                                                                     | An der Jägermühle 3 (Lage)                                                                |                                        | Mitte 18. Jh.                                | | Wohnhaus mit Nebengebäude | Haus Fährmann |
| Wohnhaus An der Jägermühle 5                                                                      | An der Jägermühle 5 (Lage)                                                                |                                        | 1830                                         | | Wohnhaus mit Nebengebäude | Wohnhaus An der Jägermühle 5 |
| Wohnhaus An der Jägermühle 5                                                                      | An der Jägermühle 5 (Lage)                                                                | An der Jägermühle 9005                 | 1845, 1935                                   | | Nebengebäude zum Wohnhaus | Wohnhaus An der Jägermühle 5 |
| Goldschmidtvilla, Villa Mon Repos, Haus der Kunst                                                 | Auf den Bergen 9 (Lage)                                                                   |                                        | 1894                                         | Adolf Neumann                                                                                         | Villa, zwei Wohngebäude (Nr. 11 ehemaliges Bauernhaus, siehe dort) und Parkanlage                                                           | Goldschmidtvilla, Blick von Osten |
| Fachwerkhaus Auf den Bergen 11                                                                    | Auf den Bergen 11 (Lage)                                                                  |                                        | um 1800                                      | | Ehemaliges Nebengebäude der Goldschmidtvilla                                                                                                | Fachwerkhaus Auf den Bergen 11 |
| Landhaus Gustav Müller                                                                            | Blumenstraße 4 (Lage)                                                                     |                                        | 1904/05                                      | Carl Käfer (Erstentwurf), Adolf Neumann (Planänderungen und Bau)                                      | Villa mit Einfriedung | Landhaus Blumenstraße 4 |
| Villa Blumenstraße 5                                                                              | Blumenstraße 5 (Lage)                                                                     |                                        | 1879/80, 1925                                | Friedrich Rößler                                                                                      | Landhausartige Villa mit Einfriedung. Besitzer: Karl Sinkwitz                                                                               | Villa Blumenstraße 5 |
| Villa Korea                                                                                       | Blumenstraße 6 (Lage)                                                                     |                                        | 1897/98                                      | Adolf Neumann                                                                                         | Mietvilla mit Einfriedung. Bewohner: Carl v. Waeber                                                                                         | Villa Korea |
| Villa Anna R. Donath                                                                              | Blumenstraße 9 (Lage)                                                                     |                                        | 1893                                         | Adolf Neumann                                                                                         | Wohnhaus | Villa Blumenstraße 9 |
| Villa Dora                                                                                        | Blumenstraße 11 (Lage)                                                                    |                                        | 1892/93                                      | Carl Käfer                                                                                            | Wohnhaus mit Einfriedung | Villa Dora |
| Villa Relly                                                                                       | Blumenstraße 12 (Lage)                                                                    |                                        | 1896–1901                                    | Gebrüder Große                                                                                        | Mietvilla in Ecklage | Villa Relly |
| Villa Gustav Mohn                                                                                 | Blumenstraße 15 (Lage)                                                                    |                                        | 1892/93                                      | Adolf Neumann                                                                                         | Mietvilla | Villa Blumenstraße 15 |
| Villa Brésil                                                                                      | Blumenstraße 16 (Lage)                                                                    |                                        | 1899, 1912                                   | Gebrüder Große, Alfred Große (Ausbau)                                                                 | Villa mit Jugendstilverglasung, mit Einfriedung                                                                                             | Villa Brésil |
| Villa Musenheim                                                                                   | Blumenstraße 17 (Lage)                                                                    |                                        | 1898                                         | Carl Käfer                                                                                            | Mietvilla | Villa Musenheim |
| Mietvilla Blumenstraße 19                                                                         | Blumenstraße 19 (Lage)                                                                    |                                        | 1896–98                                      | Gebrüder Große                                                                                        | Villa mit Einfriedung | Mietvilla Blumenstraße 19 |
| Villa Blumenstraße 21                                                                             | Blumenstraße 21 (Lage)                                                                    |                                        | 1893/94                                      | Moritz Große                                                                                          | Villa mit Ecklaube, in Ecklage | Villa Blumenstraße 21 |
| Villa Augusta                                                                                     | Bodelschwinghstraße 2 (Lage)                                                              |                                        | um 1895                                      | | Villa mit Eingangstor | Villa Augusta |
| Mietvilla Emil Förster                                                                            | Bodelschwinghstraße 6 (Lage)                                                              |                                        | 1902                                         | Adolf Neumann                                                                                         | Villa | Mietvilla Emil Förster |
| Villa Ernst Louis Kempe                                                                           | Bodelschwinghstraße 8 (Lage)                                                              |                                        | 1904/05, 1994–96                             | Ernst Claus                                                                                           | Villa mit Garten, Einfriedungsmauer mit Zaun und Tor. „Eine der besten Jugendstilvillen Radebeuls“. Radebeuler Bauherrenpreis 1997          | Villa Ernst Louis Kempe |
| Villa Ernst Louis Kempe                                                                           | Bodelschwinghstraße 8 (Lage)                                                              | Bodelschwinghstraße 9008               | 1904/05, 1994–96                             | Ernst Claus                                                                                           | Garten zur Villa | Villa Ernst Louis Kempe: Garten |
| Zweifamilienhaus Heinrich Wentzel                                                                 | Bodelschwinghstraße 10 (Lage)                                                             |                                        | 1938/39                                      | Albert Patitz, Hermann Glöckner (Sgraffito)                                                           | Wohnhaus mit Sgraffito von Hermann Glöckner                                                                                                 | Wohnhaus Heinrich Wentzel |
| Villa Jägers Heim                                                                                 | Borstraße 4a (Lage)                                                                       |                                        | 1897/99, 1919                                | Gebrüder Große, Adolf Neumann (jeweils Teilrealisierung)                                              | Mietvilla | Villa Jägers Heim |
| Villa Borstraße 7                                                                                 | Borstraße 7 (Lage)                                                                        |                                        | 1845, 1865 und 1874                          | Christian Gottlieb Ziller, Gebrüder Ziller (Aufstockung)                                              | Villa mit Nebengebäude, Garten und Brunnen                                                                                                  | Villa Borstraße 7 |
| Katholisches Pfarramt                                                                             | Borstraße 11 (Lage)                                                                       | Borstraße 9011                         | 1876–78, 1927/28, 1939                       | Gebrüder Ziller, Max Czopka (Entwurf Modernisierung), Franz Jörissen (Einbau Kapelle, Modernisierung) | Villa mit Garten und Einfriedung, heute Katholische Pfarrei, ehemals mit Christ Königs Kapelle in der Villa                                 | Katholisches Pfarramt, links die Kante der Kirche Christus König                                                                            |
| Villa Louise Maria Koch                                                                           | Borstraße 14 (Lage)                                                                       |                                        | 1881–84, 1916                                | August Seifert, Paul Ziller                                                                           | Villa mit Einfriedung | Villa Louise Maria Koch |
| Villa Heimburg                                                                                    | Borstraße 15 (Lage)                                                                       |                                        | 1895                                         | F. W. Eisold                                                                                          | Villa mit Einfriedung. Wohnsitz von Wilhelmine Heimburg                                                                                     | Villa Heimburg in der Borstraße |
| Villa Borstraße 17                                                                                | Borstraße 17 (Lage)                                                                       |                                        | 1872                                         | Gebrüder Ziller (Anbau)                                                                               | Wohnhaus mit Nebengebäude | Villa Borstraße 17 |
| Villa Borstraße 17                                                                                | Borstraße 17a (Lage)                                                                      |                                        | 1872                                         | Gebrüder Ziller (Anbau)                                                                               | Nebengebäude zum Wohnhaus | Villa Borstraße 17, Nebengebäude |
| Villa Elisa                                                                                       | Borstraße 19 (Lage)                                                                       |                                        | 1878                                         | Gebrüder Ziller                                                                                       | Villa mit Nebengebäude, Villengarten (mit Brunnen, Gartendenkmal), Toreinfahrt und Einfriedung mit portalartiger Pforte                     | Villa Elisa |
| Villa Elisa                                                                                       | Borstraße 19 (Lage)                                                                       | Borstraße 9019                         | 1878                                         | Gebrüder Ziller                                                                                       | Nebengebäude zur Villa | Villa Elisa, Nebengebäude |
| Villa Hildebrandt                                                                                 | Borstraße (Lage)                                                                          |                                        | 1872, 1905                                   | August Große, F. A. Bernhard Große (Umbau)                                                            | Villa und Villengarten (mit Terrassenanlage, Gartendenkmal)                                                                                 | Villa Hildebrandt |
| Garten der Villa Hildebrandt                                                                      | Borstraße 27 (Lage)                                                                       | Borstraße 9027                         | 1872, 1905                                   | August Große, F. A. Bernhard Große (Umbau)                                                            | Parkähnlich gestaltetes Grundstück mit Terrassenanlage und Baumbestand                                                                      | Park der Villa Hildebrandt, von der Meißner Straße aus                                                                                      |
| Lydiahaus                                                                                         | Borstraße 28 (Lage)                                                                       |                                        | um 1898, 1902                                | Paul Götze jun.                                                                                       | Villa mit Hintergebäude, heute Bestandteil des Krankenhauses                                                                                | Lydiahaus |
| Einfriedung und Toreinfahrt Borstraße 33 (Gartenseite, an der Meißner Straße)                     | Borstraße 33 (Lage)                                                                       |                                        | Ende 19. Jh.                                 | | Einfriedung und Toreinfahrt an der Meißner Straße                                                                                           | Einfriedung an der Meißner Straße |
| Villa Borstraße 41                                                                                | Borstraße 41 (Lage)                                                                       |                                        | um 1860                                      | | Villa mit Anbauten, Einfriedung und Toreinfahrt                                                                                             | Villa Borstraße 41 |
| Villa Sanssoucie                                                                                  | Borstraße 47 (Lage)                                                                       |                                        | um 1895, 1906                                | Alfred Große (Anbau)                                                                                  | Villa mit Nebengebäude und Einfriedung. Bewohner: Max Lehnig                                                                                | Villa Sanssoucie |
| Wohn- und Geschäftshaus Borstraße 54                                                              | Borstraße 54 (Lage)                                                                       |                                        | 1904–08                                      | Adolf Neumann (Entwurf Felix Sommer)                                                                  | Wohnhaus in offener Bebauung und Ecklage | Wohn- und Geschäftshaus Borstraße 54 |
| Max Gießmanns Restaurant zum Badhotel, Badhotel Niederlößnitz, Badschlösschen                     | Burgstraße 2 (Lage)                                                                       |                                        | 1720 und 1791, 1862/63, 1884/85, 1919        | Adolf Neumann (Aufstockung)                                                                           | Ehemalige Winzerhäuser, ehemaliges Restaurant mit Hotelbetrieb und öffentlichem Wannenbad, 1919 zum Wohnhaus umgebaut                       | Ehemaliges Badhotel |
| Villa Wartburg                                                                                    | Burgstraße 4 (Lage)                                                                       |                                        | um 1900                                      | | Villa | Burgstraße 4 |
| Villa Vogelhaus                                                                                   | Burgstraße 5 (Lage)                                                                       |                                        | 1900                                         | Ernst Claus                                                                                           | Mietshaus | Villa Vogelhaus |
| Villa Göbel                                                                                       | Dr.-Külz-Straße 2 (Lage)                                                                  |                                        | 1902/04                                      | Adolf Neumann (Entwurf Felix Sommer)                                                                  | Mietvilla mit Einfriedung | Villa Göbel |
| Hoffmannsches Knabeninstitut, Höhere Lehranstalt für Töchter gebildeter Stände, Vereinshaus       | Dr.-Külz-Straße 4 (Lage)                                                                  |                                        | 1887/88, 1893                                | Friedrich Ernst Kießling, Adolf Neumann (Aufstockung)                                                 | Ehemals Privatschulgebäude. Erhielt 1905 eine 10-klassige Töchterschule dazu.                                                               | Vereinshaus |
| Siedlung der Baugenossenschaft Kötzschenbroda                                                     | Dr.-Külz-Straße 16 (Lage)                                                                 |                                        | 1925–29                                      | Willy Schubert                                                                                        | Wohnhaus einer Wohnsiedlung | Siedlungshaus Dr.-Külz-Straße 16 |
| Siedlung der Baugenossenschaft Kötzschenbroda                                                     | Dr.-Külz-Straße 18/20 (Lage)                                                              |                                        | 1928/29                                      | Gebrüder Kießling (Entwurf), Felix Sommer (Bau)                                                       | Doppelwohnhaus einer Wohnsiedlung | Siedlungshaus Dr.-Külz-Straße 18/20 |
| Mietshaus Dr.-Külz-Straße 21                                                                      | Dr.-Külz-Straße 21 (Lage)                                                                 |                                        | 1899/1900                                    | Hugo Große                                                                                            | Mietshaus mit Läden, in Ecklage | Mietshaus Dr.-Külz-Straße 21 |
| Siedlung der Baugenossenschaft Kötzschenbroda                                                     | Dr.-Külz-Straße 22 (Lage)                                                                 |                                        | 1929                                         | Felix Sommer                                                                                          | Wohnhaus einer Wohnsiedlung | Siedlungshaus Dr.-Külz-Straße 22 |
| Siedlung der Baugenossenschaft Kötzschenbroda                                                     | Dr.-Külz-Straße 24/26 (Lage)                                                              |                                        | 1924/25                                      | Willy Schubert                                                                                        | Doppelwohnhaus einer Wohnsiedlung | Siedlungshaus Dr.-Külz-Straße 24/26 |
| Villa Dr.-Külz-Straße 25                                                                          | Dr.-Külz-Straße 25 (Lage)                                                                 |                                        | um 1908                                      | Oskar Menzel (Entwurf), Adolf Neumann (Bau)                                                           | Villa, Pavillon mit Kavaliershaus und Einfriedung, neobarocke Fassadenornamentik                                                            | Villa Fabrikant Sommer |
| Villa Dr.-Külz-Straße 25                                                                          | Dr.-Külz-Straße 25 (Lage)                                                                 | Dr.-Külz-Straße 9025-I                 | um 1908                                      | Oskar Menzel (Entwurf), Adolf Neumann (Bau)                                                           | Kavaliershaus zur Villa | Kavaliershaus zur Villa Fabrikant Sommer |
| Villa Dr.-Külz-Straße 25                                                                          | Dr.-Külz-Straße 25 (Lage)                                                                 | Dr.-Külz-Straße 9025-I                 | um 1908                                      | Oskar Menzel (Entwurf), Adolf Neumann (Bau)                                                           | Remisengebäude zur Villa | Remisengebäude zur Villa Fabrikant Sommer                                                                                                   |
| Villa Doris                                                                                       | Dr.-Külz-Straße 32 (Lage)                                                                 |                                        | um 1899                                      | Friedrich Immendorf                                                                                   | Mietshaus mit Einfriedung. Mietvilla | Villa Doris |
| Villa Susanne, Villa Susanna                                                                      | Dr.-Külz-Straße 34 (Lage)                                                                 |                                        | 1898/99                                      | Friedrich Immendorf                                                                                   | Mietvilla mit Einfriedung | Villa Susanne |
| Gröba-Siedlung                                                                                    | Dr.-Külz-Straße 40 (Lage)                                                                 |                                        | 1924/25                                      | | Wohnhaus | Gröba-Siedlung; Dr.-Külz-Straße 40 |
| Villa Susanne                                                                                     | Dr.-Rudolf-Friedrichs-Straße 12 (Lage)                                                    |                                        | 1889–91, 1932/33                             | Carl Käfer                                                                                            | Mietshaus | Dr.-Rudolf-Friedrichs-Straße 12 |
| Villa Bohemia, Villa Augusta                                                                      | Dr.-Rudolf-Friedrichs-Straße 13 (Lage)                                                    |                                        | 1893                                         | Adolf Neumann                                                                                         | Villa | Villa Bohemia |
| Villa Marie                                                                                       | Dr.-Rudolf-Friedrichs-Straße 17 (Lage)                                                    |                                        | 1893/94                                      | Adolf Neumann                                                                                         | Villa mit Einfriedung. Besitzer: Caspar Albrecht Bernhard Freiherr Gans Edler zu Putlitz. Bewohner Max von Weddig                           | Villa Marie |
| Villa Ernst Robert Richter                                                                        | Dr.-Rudolf-Friedrichs-Straße 19 (Lage)                                                    |                                        | 1894/95                                      | Adolf Neumann                                                                                         | Villenartiges Wohnhaus, mit Einfriedung | Dr.-Rudolf-Friedrichs-Straße 19 |
| Gröba-Siedlung                                                                                    | Dr.-Rudolf-Friedrichs-Straße 22 (Lage)                                                    |                                        | 1924/25                                      | | Wohnhaus einer Wohnanlage | Gröba-Siedlung Dr.-Rudolf-Friedrichs-Straße 22                                                                                              |
| Gröba-Siedlung                                                                                    | Dr.-Rudolf-Friedrichs-Straße 24/26 (Lage)                                                 |                                        | 1924/25                                      | Alfred Tischer                                                                                        | Doppelwohnhaus einer Wohnanlage | Gröba-Siedlung Dr.-Rudolf-Friedrichs-Straße 24/26                                                                                           |
| Gärtnerhaus der Goldschmidtvilla                                                                  | Dr.-Rudolf-Friedrichs-Straße 25 (Lage)                                                    |                                        | 1893                                         | Adolf Neumann                                                                                         | Wohnhaus | Gärtnerhaus der Goldschmidtvilla |
| Gasthaus „Zum Jägerhof“                                                                           | Dr.-Rudolf-Friedrichs-Straße 27 (Lage)                                                    |                                        | um 1750, 1891/92                             | Adolf Neumann (Umbau)                                                                                 | Ehemaliger Gasthof mit späteren Erweiterungsbauten                                                                                          | Ehemaliges Gasthaus „Zum Jägerhof“ |
| Zur Flora                                                                                         | Dr.-Rudolf-Friedrichs-Straße 31 (Lage)                                                    |                                        | um 1890                                      | | Ehemaliges Gasthaus | Ehemaliges Gasthaus Zur Flora |
| Villa Max Hugo Voigtländer                                                                        | Dr.-Rudolf-Friedrichs-Straße 42 (Lage)                                                    |                                        | 1898                                         | Adolf Neumann                                                                                         | Villa | Villa Max Hugo Voigtländer |
| Wohnhaus Finstere Gasse 2                                                                         | Finstere Gasse 2 (Lage)                                                                   |                                        | 1. H. 19. Jh., 1878                          | Moritz Große (Umbau)                                                                                  | Wohnhaus mit Anbau, in Ecklage. Ehemaliges Weingut. Bewohner: Wolfgang Balzer                                                               | Wohnhaus Finstere Gasse 2 |
| Weingut Finstere Gasse 4, Sennhütte                                                               | Finstere Gasse 4 (Lage)                                                                   |                                        | 2. H. 18. Jh., 1914–16                       | Max Eysoldt                                                                                           | Wohnhaus, Seitengebäude, Garage und Torpfeiler eines ehemaligen Weinguts. Etwa 1878 bis 1910 Betrieb der Sennhütte.                         | Wohnhaus Finstere Gasse 4 |
| Weingut Finstere Gasse 4, Sennhütte                                                               | Finstere Gasse 4 (Lage)                                                                   | Finstere Gasse 9004-I                  | 2. H. 18. Jh., 1914–16                       | Max Eysoldt                                                                                           | Seitengebäude eines ehemaligen Weinguts (ehemaliges Winzerhaus Finstere Gasse 4)                                                            | Wohnhaus Finstere Gasse 4: Seitengebäude |
| Weingut Finstere Gasse 4, Sennhütte                                                               | Finstere Gasse 4 (Lage)                                                                   | Finstere Gasse 9004-II                 | 2. H. 18. Jh., 1914–16                       | Max Eysoldt                                                                                           | Garage eines ehemaligen Weinguts | Wohnhaus Finstere Gasse 4: Garage |
| Winzerhaus Erdmann                                                                                | Finstere Gasse 5 (Lage)                                                                   |                                        | 1724, Scheune jünger                         | | Ehemals Teil des Minckwitzschen Weinguts, mit ehemaliger Scheune, Brunnenhaus, Einfriedungs- und Weinbergmauern sowie Weinberg              | Haus Erdmann |
| Winzerhaus Erdmann                                                                                | Finstere Gasse 5 (Lage)                                                                   | Finstere Gasse 9005                    | 1724, Scheune jünger                         | | Ehemals Teil des Minckwitzschen Weinguts, mit ehemaliger Scheune, Brunnenhaus, Einfriedungs- und Weinbergmauern sowie Weinberg              | Haus Erdmann, Rückseite mit Brunnenhaus |
| Villa Gradsteg 19                                                                                 | Gradsteg 19 (Lage)                                                                        |                                        | um 1880                                      | | Wohnhaus, landhausartige Villa | Gradsteg 19 |
| Villa Edelweiß                                                                                    | Gradsteg 34 (Lage)                                                                        |                                        | 1882/83                                      | F. A. Bernhard Große                                                                                  | Villa | Gradsteg 34 |
| Villa Gradsteg 41                                                                                 | Gradsteg 41 (Lage)                                                                        |                                        | um 1875                                      | Große                                                                                                 | Wohnhaus | Gradsteg 41 |
| Villa Gradsteg 44                                                                                 | Gradsteg 44 (Lage)                                                                        |                                        | 1896/97                                      | Gebrüder Große                                                                                        | Villa | Villa Gradsteg 44 |
| Mietvilla Gradsteg 50                                                                             | Gradsteg 50 (Lage)                                                                        |                                        | 1893/94                                      | Moritz Große                                                                                          | Mietvilla | Mietvilla Gradsteg 50 |
| Landhaus Wilhelmine Martienssen                                                                   | Gradsteg 58 (Lage)                                                                        |                                        | 1923/24                                      | Moritz Umlauft                                                                                        | Villa | Landhaus Wilhelmine Martienssen |
| Gröba-Siedlung                                                                                    | Gröbastraße 1/3/5 (Lage)                                                                  |                                        | 1924/25                                      | Alfred Tischer                                                                                        | Wohnhauszeile einer Wohnanlage | Gröba-Siedlung Gröbastraße 1/3/5 |
| Doppelwohnhaus Gröbastraße 14/16                                                                  | Gröbastraße 14/16 (Lage)                                                                  |                                        | 1924/25                                      | Gebrüder Kießling (Entwurf), Alwin Höhne (Bau)                                                        | Doppelwohnhaus des Elektrizitätsverbands Gröba                                                                                              | Gröba-Siedlung Gröbastraße 14/16 |
| Landhaus Robert Winkelmann                                                                        | Heinrich-Heine-Straße 5 (Lage)                                                            |                                        | 1887–90                                      | F. A. Bernhard Große                                                                                  | Landhausartige Villa mit Einfriedung | Landhaus Heinrich-Heine-Straße 5 |
| Villa Theodor Clemens Hanke                                                                       | Heinrich-Heine-Straße 6 (Lage)                                                            |                                        | 1886/87                                      | Adolf Neumann                                                                                         | Landhausartige Villa mit Einfriedung | Villa Theodor Clemens Hanke |
| Villa Heinrich-Heine-Straße 7                                                                     | Heinrich-Heine-Straße 7 (Lage)                                                            |                                        | um 1890                                      | | Villa mit Einfriedung | Villa Heinrich-Heine-Straße 7 |
| Villa Robert Winkelmann                                                                           | Heinrich-Heine-Straße 8 (Lage)                                                            |                                        | 1887–90                                      | F. A. Bernhard Große                                                                                  | Mietvilla mit Einfriedung. Besitzer: Fritz Spindler                                                                                         | Villa Heinrich-Heine-Straße 8 |
| Villa Bernhard Große                                                                              | Heinrich-Heine-Straße 10 (Lage)                                                           |                                        | 1891–94                                      | F. A. Bernhard Große                                                                                  | Villa mit Garten und Brunnen, in Ecklage. Besitzer: F. A. Bernhard Große                                                                    | Villa Bernhard Große |
| Villa Bernhard Große                                                                              | Heinrich-Heine-Straße 10 (Lage)                                                           | Heinrich-Heine-Straße 9010             | 1891–94                                      | F. A. Bernhard Große                                                                                  | Garten und Brunnen. Besitzer: F. A. Bernhard Große                                                                                          | Garten der Villa Heinrich-Heine-Straße 10                                                                                                   |
| Remisengebäude Heinrich-Heine-Straße 11a                                                          | Heinrich-Heine-Straße 11a (Lage)                                                          |                                        | 1904                                         | | Ehemaliges Kutscher- bzw. Remisengebäude (baulicher Zusammenhang mit Horst-Viedt-Straße 3)                                                  | Villa Heinrich-Heine-Straße 11a |
| Einfamilienhaus Hellmuth Schiffner                                                                | Heinrich-Heine-Straße 12 (Lage)                                                           |                                        | 1938–40                                      | Franz Wachter                                                                                         | Wohnhaus mit Einfriedung | Villa Heinrich-Heine-Straße 12 |
| Einfamilienhaus Hellmuth Schiffner                                                                | Heinrich-Heine-Straße 12 (Lage)                                                           | Heinrich-Heine-Straße 9012             | 1938–40                                      | Franz Wachter                                                                                         | Garage zum Wohnhaus | Garage der Villa Heinrich-Heine-Straße 12                                                                                                   |
| Mietvilla Heinrich-Zille-Straße 1                                                                 | Heinrich-Zille-Straße 1 (Lage)                                                            |                                        | 1895                                         | Hugo Große                                                                                            | Mietvilla mit Teilen der Einfriedung | Mietvilla Heinrich-Zille-Straße 1 |
| Krankenhaus Radebeul                                                                              | Heinrich-Zille-Straße 13 (Lage)                                                           |                                        | 1877–79, 1896                                | Gebrüder Ziller                                                                                       | Kreiskrankenhaus Radebeul, Krankenhausanlage mit Haupt- und Nebengebäuden sowie Gedenkstein („Neues“ Siechenhaus Bethesda)                  | Ehem. Siechenhaus Bethesda, heute Haus 1 |
| Krankenhaus Radebeul                                                                              | Heinrich-Zille-Straße 13a (Lage)                                                          |                                        | 1863                                         | Moritz Ziller (Ausbau, Erweiterung)                                                                   | Kreiskrankenhaus Radebeul, Krankenhausanlage mit Haupt- und Nebengebäuden sowie Gedenkstein („Altes“ Siechenhaus Bethesda, Steinernes Haus) | Steinernes Haus |
| Krankenhaus Radebeul                                                                              | Heinrich-Zille-Straße 13 (Lage)                                                           | Heinrich-Zille-Straße 9013-I           | 1877–79, 1896                                | | Kreiskrankenhaus Radebeul, Krankenhausanlage mit Haupt- und Nebengebäuden sowie Gedenkstein                                                 | Krankenhaus-Kindergarten, dahinter Steinernes Haus                                                                                          |
| Krankenhaus Radebeul                                                                              | Heinrich-Zille-Straße 13 (Lage)                                                           | Heinrich-Zille-Straße 9013-III         | 1877–79, 1896                                | | Kreiskrankenhaus Radebeul, Krankenhausanlage mit Haupt- und Nebengebäuden sowie Gedenkstein                                                 | Gedenkstein vor Haus 1 |
| Krankenhaus Radebeul                                                                              | Heinrich-Zille-Straße 13 (Lage)                                                           | Heinrich-Zille-Straße 9013-IV          | 1913                                         | | Ehemalige Totenhalle | Kreiskrankenhaus: Ehemalige Totenhalle an der Einfahrt                                                                                      |
| Hedwig-Fröhlich-Haus, Magdalenenasyl „Talitha kumi“                                               | Heinrich-Zille-Straße 15 (Lage)                                                           |                                        | 1864, um 1930                                | Gebrüder Ziller                                                                                       | Diakonissen- und Altersheim | Hedwig-Fröhlich-Haus, links der Kapellenflügel                                                                                              |
| Hedwig-Fröhlich-Haus, Magdalenenasyl „Talitha kumi“                                               | Heinrich-Zille-Straße 15 (Lage)                                                           | Heinrich-Zille-Straße 9015             | 1864, um 1930                                | Gebrüder Ziller                                                                                       | Pförtnerhaus | Pförtnerhäuschen vor dem Hedwig-Fröhlich-Haus                                                                                               |
| Siedlung der Baugenossenschaft Kötzschenbroda                                                     | Heinrich-Zille-Straße 20 (Lage)                                                           |                                        | 1928/29                                      | Gebrüder Kießling (Entwurf), Felix Sommer (Bau)                                                       | Wohnhaus einer Wohnsiedlung | Siedlungshaus Heinrich-Zille-Straße 20 |
| Siedlung der Baugenossenschaft Kötzschenbroda                                                     | Heinrich-Zille-Straße 22 (Lage)                                                           |                                        | 1931                                         | Willy Schubert                                                                                        | Wohnhaus einer Wohnsiedlung | Siedlungshaus Heinrich-Zille-Straße 22 |
| Siedlung der Baugenossenschaft Kötzschenbroda                                                     | Heinrich-Zille-Straße 24 (Lage)                                                           |                                        | 1928–30                                      | Willy Schubert                                                                                        | Wohnhaus einer Wohnsiedlung | Siedlungshaus Heinrich-Zille-Straße 24 |
| Siedlung der Baugenossenschaft Kötzschenbroda                                                     | Heinrich-Zille-Straße 26 (Lage)                                                           |                                        | 1928/29                                      | Willy Schubert                                                                                        | Wohnhaus einer Wohnsiedlung | Siedlungshaus Heinrich-Zille-Straße 26 |
| Siedlung der Baugenossenschaft Kötzschenbroda                                                     | Heinrich-Zille-Straße 28 (Lage)                                                           |                                        | 1930/31                                      | Willy Schubert                                                                                        | Wohnhaus einer Wohnsiedlung | Siedlungshaus Heinrich-Zille-Straße 28 |
| Siedlung der Baugenossenschaft Kötzschenbroda                                                     | Heinrich-Zille-Straße 30 (Lage)                                                           |                                        | 1931                                         | Willy Schubert                                                                                        | Wohnhaus einer Wohnsiedlung | Siedlungshaus Heinrich-Zille-Straße 30 |
| Siedlung der Baugenossenschaft Kötzschenbroda                                                     | Heinrich-Zille-Straße 32 (Lage)                                                           |                                        | 1928/29                                      | Gebrüder Kießling (Entwurf), Alfred Große (Bau)                                                       | Wohnhaus einer Wohnsiedlung | Siedlungshaus Heinrich-Zille-Straße 32 |
| Siedlung der Baugenossenschaft Kötzschenbroda                                                     | Heinrich-Zille-Straße 34 (Lage)                                                           |                                        | 1928/29                                      | Gebrüder Kießling                                                                                     | Wohnhaus einer Wohnsiedlung | Siedlungshaus Heinrich-Zille-Straße 34 |
| Villa Heinrich-Zille-Straße 39                                                                    | Heinrich-Zille-Straße 39 (Lage)                                                           |                                        | 1888/89                                      | Ernst Kießling                                                                                        | Mietvilla mit Einfriedung in Ecklage | Villa Heinrich-Zille-Straße 39 |
| Siedlungshäuser Rosa-Luxemburg-Platz                                                              | Heinrich-Zille-Straße 46, Alfred-Naumann-Straße 13 (Lage)                                 |                                        | 1924                                         | | Wohnanlage mit gestalteter Grünfläche (Siedlungshaus, siehe auch Alfred-Naumann-Straße 13/15 und Rosa-Luxemburg-Platz 2/3)                  | Siedlungshäuser Rosa-Luxemburg-Platz, Heinrich-Zille-Straße 46, Alfred-Naumann-Straße 13                                                    |
| Mietvilla Heinrich-Zille-Straße 56                                                                | Heinrich-Zille-Straße 56 (Lage)                                                           |                                        | 1892/94                                      | Ernst Kießling                                                                                        | Mietvilla mit Einfriedung, Vorgarten und Garage (Kraftwagenhalle)                                                                           | Mietvilla Heinrich-Zille-Straße 56 |
| Villa Heinrich-Zille-Straße 66                                                                    | Heinrich-Zille-Straße 66 (Lage)                                                           |                                        | 1887/88                                      | F. A. Bernhard Große                                                                                  | Villa | Villa Heinrich-Zille-Straße 66 |
| Villa Josephine                                                                                   | Heinrich-Zille-Straße 68 (Lage)                                                           |                                        | 1888/89                                      | F. A. Bernhard Große                                                                                  | Villa. Bewohner: Heinrich Germer | Villa Josephine |
| Villa Marie Miersch                                                                               | Heinrich-Zille-Straße 82 (Lage)                                                           |                                        | 1906                                         | Felix Sommer                                                                                          | Mietvilla | Villa Marie Miersch |
| Mietvilla Ernst Gottlieb Hoffmann                                                                 | Heinrichstraße 1 (Lage)                                                                   |                                        | 1895                                         | Carl Käfer (Entwurf), Gebrüder Ziller (Bau)                                                           | Mietvilla | Mietvilla Ernst Gottlieb Hoffmann |
| Villa Minna                                                                                       | Heinrichstraße 7 (Lage)                                                                   |                                        | 1895/96, 1908                                | Adolf Neumann                                                                                         | Mietvilla | Villa Minna |
| Mietvilla Heinrich Völkel                                                                         | Heinrichstraße 9 (Lage)                                                                   |                                        | 1896/97                                      | Adolf Neumann                                                                                         | Mietvilla | Mietvilla Heinrich Völkel |
| Villa Friedrich Traugott Hermann Claus                                                            | Hohe Straße 29 (Lage)                                                                     |                                        | 1894                                         | Adolf Neumann                                                                                         | Villa | Villa Friedrich Traugott Hermann Claus |
| Villa Hohe Straße 33                                                                              | Hohe Straße 33 (Lage)                                                                     |                                        | 1897                                         | Gebrüder Große                                                                                        | Mietvilla mit Einfriedung | Villa Hohe Straße 33 |
| Villa Spiro spero                                                                                 | Hohe Straße 35 (Lage)                                                                     |                                        | 1892, 1898                                   | Gebrüder Große, Hugo Große (Anbau)                                                                    | Mietvilla mit Einfriedung | Villa Spiro spero |
| Villa Edmund Friedrich Werner                                                                     | Hohe Straße 38 (Lage)                                                                     |                                        | 1891/95                                      | Adolf Neumann (Entwurf), Hugo Große (Bau)                                                             | Villa und Torsäulen mit Löwen | Villa Edmund Friedrich Werner |
| Mietvilla Friedrich Traugott Hermann Claus                                                        | Hohe Straße 39 (Lage)                                                                     |                                        | 1894                                         | Adolf Neumann                                                                                         | Mietvilla mit Einfriedung | Mietvilla Friedrich Traugott Hermann Claus                                                                                                  |
| Villa Gustav Hermann Claus                                                                        | Hohe Straße 41 (Lage)                                                                     |                                        | 1893                                         | Adolf Neumann                                                                                         | Mietvilla | Villa Gustav Hermann Claus |
| Villa Hohe Straße 45                                                                              | Hohe Straße 45 (Lage)                                                                     |                                        | 1894/95                                      | Adolf Neumann                                                                                         | Villa. Bewohner: Silvia Brand | Villa Hohe Straße 45 |
| Zum Paradies                                                                                      | Höhenweg 1 (Lage)                                                                         |                                        | 1827, 1844, 1900, 1938                       | Adolf Neumann (Anbau), Franz Jörissen (Anbau)                                                         | Ehemaliges Gasthaus mit Nebengebäude und Toranlage                                                                                          | Paradies |
| Zum Paradies                                                                                      | Höhenweg 1 (Lage)                                                                         | Höhenweg 9001                          | 1827, 1844, 1900, 1938                       | Adolf Neumann (Anbau), Franz Jörissen (Anbau)                                                         | Nebengebäude zum ehemaligen Gasthaus | Nebengebäude zum ehemaligen Gasthaus Paradies                                                                                               |
| Sängerhöhe                                                                                        | Höhenweg 5 (Lage)                                                                         |                                        | um 1800                                      | | Ehemaliges Gasthaus. Gastwirtin: Hanni Weisse                                                                                               | Sängerhöhe |
| Haus Geneuß                                                                                       | Höhenweg 17 (Lage)                                                                        |                                        | 1780/1790                                    | | Winzerhaus | Haus Geneuß |
| Haus Geneuß                                                                                       | Höhenweg 17 (Lage)                                                                        | Höhenweg 9017                          | 1780/1790                                    | | Nebengebäude zum Weinberghaus | Nebengebäude zum Haus Geneuß |
| Mietvilla Horst-Viedt-Straße 1                                                                    | Horst-Viedt-Straße 1 (Lage)                                                               |                                        | um 1900                                      | | Mietvilla mit Einfriedung, in Ecklage | Mietvilla Horst-Viedt-Straße 1 |
| Villa Lina                                                                                        | Horst-Viedt-Straße 3 (Lage)                                                               |                                        | 1900/01, 1904                                | Adolf Neumann                                                                                         | Villa mit Einfriedung | Villa Lina |
| Haus Möbius                                                                                       | Horst-Viedt-Straße 11 (Lage)                                                              |                                        | 1623, 1784, 19. Jh. Nebengebäude             | | Winzerhaus mit Nebengebäude in Ecklage. Baumeister: Johann Christian Große (Erweiterung). Besitzer Aegidius Strauch                         | Haus Möbius |
| Villa Höfer                                                                                       | Horst-Viedt-Straße 15 (Lage)                                                              |                                        | 1915                                         | J. Steyer (Entwurf), Adolf Menzel (Bau)                                                               | Mietvilla mit Einfriedung | Horst-Viedt-Straße 15 |
| Mietvilla Horst-Viedt-Straße 19                                                                   | Horst-Viedt-Straße 19 (Lage)                                                              |                                        | um 1890                                      | | Mietvilla mit Einfriedung | Horst-Viedt-Straße 19 |
| Mietvilla Carl Ernst Claus                                                                        | Horst-Viedt-Straße 21 (Lage)                                                              |                                        | 1899, 1919                                   | Felix Sommer (Umbau)                                                                                  | Mietvilla | Horst-Viedt-Straße 21 |
| Mietvilla Humboldtstraße 1                                                                        | Humboldtstraße 1 (Lage)                                                                   |                                        | 1894–96                                      | Moritz Große                                                                                          | Villa | Humboldtstraße 1 |
| Haus Preuße                                                                                       | Humboldtstraße 3 (Lage)                                                                   |                                        | 1895/96                                      | Moritz Große                                                                                          | Mietvilla mit Einfriedung | Humboldtstraße 3 |
| Mietvilla Humboldtstraße 5                                                                        | Humboldtstraße 5 (Lage)                                                                   |                                        | 1896/97                                      | Gebrüder Große, Gunter Herrmann                                                                       | Mietvilla mit Einfriedung. Radebeuler Bauherrenpreis 1997                                                                                   | Humboldtstraße 5 |
| Mietvilla Humboldtstraße 7                                                                        | Humboldtstraße 7 (Lage)                                                                   |                                        | 1896/97                                      | Gebrüder Große                                                                                        | Mietvilla. Bewohner: Alfred Müller | Mietvilla Humboldtstraße 7, Blick von Osten                                                                                                 |
| Landhaus Artur Robert Werner                                                                      | Humboldtstraße 11 (Lage)                                                                  |                                        | 1902                                         | Hugo Göpfert                                                                                          | Villa | Humboldtstraße 11 |
| Villa Max Kuntze                                                                                  | Jagdweg 6 (Lage)                                                                          |                                        | 1898/99                                      | Oskar Menzel                                                                                          | Villa | Villa Max Kuntze |
| Bauernhaus Jagdweg 7                                                                              | Jagdweg 7 (Lage)                                                                          |                                        | 2. H. 18. Jh.                                | | Wohnhaus | Bauernhaus Jagdweg 7 |
| Weinbergspavillon                                                                                 | Jägerhofstraße 17a (Lage)                                                                 | Jägerhofstraße 9017                    | 1901                                         | Adolf Neumann                                                                                         | Weinberghaus mit Einfriedung | Weinbergspavillon, von der Jägerhofstraße aus                                                                                               |
| Winzerhaus Jägerhofstraße 33                                                                      | Jägerhofstraße 33 (Lage)                                                                  |                                        | 1748                                         | | Winzerhaus, Nebengebäude, Scheune und Weinberg                                                                                              | Winzerhaus Jägerhofstraße 33 mit Wirtschaftsgebäude                                                                                         |
| Winzerhaus Jägerhofstraße 33                                                                      | Jägerhofstraße 33 (Lage)                                                                  | Jägerhofstraße 9033-I                  | 1748                                         | | Winzerhaus, Nebengebäude, Scheune und Weinberg                                                                                              | Winzerhaus Jägerhofstraße 33 mit Wirtschaftsgebäude                                                                                         |
| Winzerhaus Jägerhofstraße 33                                                                      | Jägerhofstraße 33 (Lage)                                                                  | Jägerhofstraße 9033-II                 | 1748                                         | | Winzerhaus, Nebengebäude, Scheune und Weinberg                                                                                              | Winzerhaus Jägerhofstraße 33 mit Wirtschaftsgebäude                                                                                         |
| Villa Welzigstein                                                                                 | Jägerhofstraße 47 (Lage)                                                                  |                                        | 1877/78                                      | Gebrüder Ziller                                                                                       | Villa mit Nebengebäude | Villa Welzigstein |
| Einfriedung Villa Jungk                                                                           | Johannesstraße 11 (Lage)                                                                  | Johannesstraße 9011                    | 1891                                         | Moritz Große                                                                                          | Einfriedung | Einfriedung Villa Jungk |
| Villa Johannesstraße 13                                                                           | Johannesstraße 13 (Lage)                                                                  |                                        | 1892                                         | Moritz Große                                                                                          | Landhausartige Villa | Villa Johannesstraße 13 |
| Villa Johannesstraße 15                                                                           | Johannesstraße 15 (Lage)                                                                  |                                        | 1891/92                                      | Moritz Große                                                                                          | Landhausartige Villa | Villa Johannesstraße 15 |
| Mietvilla Karl Gottfried Bär                                                                      | Karl-Liebknecht-Straße 1 (Lage)                                                           |                                        | 1898/02                                      | Adolf Neumann                                                                                         | Mietvilla mit Einfriedung | Mietvilla Karl Gottfried Bär |
| Villa Susanna, Villa Hanni                                                                        | Karl-Liebknecht-Straße 3 (Lage)                                                           |                                        | 1893/94                                      | Adolf Neumann                                                                                         | Villa mit Einfriedung. Bewohner: Alfred Naumann                                                                                             | Villa Susanna |
| Villa Karl-Liebknecht-Straße 4                                                                    | Karl-Liebknecht-Straße 4 (Lage)                                                           |                                        | 1896                                         | | Villa | Villa Karl-Liebknecht-Straße 4 |
| Landhaus Ernst Stauch                                                                             | Karl-Liebknecht-Straße 8 (Lage)                                                           |                                        | 1910/11                                      | Gebrüder Kießling                                                                                     | Landhausartiges Wohnhaus mit Einfriedung | Landhaus Ernst Stauch |
| Mietvilla Moritz Umlauft                                                                          | Karl-Liebknecht-Straße 10 (Lage)                                                          |                                        | 1900                                         | Adolf Neumann                                                                                         | Mietvilla mit Einfriedung | Mietvilla Moritz Umlauft |
| Mietvilla Karl-Liebknecht-Straße 11                                                               | Karl-Liebknecht-Straße 11 (Lage)                                                          |                                        | 1912                                         | Felix Sommer (Entwurf, Bauleitung)                                                                    | Mietvilla mit Einfriedung | Mietvilla Karl-Liebknecht-Straße 11 |
| Villa Minerva                                                                                     | Karl-Liebknecht-Straße 12 (Lage)                                                          |                                        | 1889/90                                      | Carl Käfer                                                                                            | Landhausartige Villa | Villa Minerva |
| Mietvilla Karl-Liebknecht-Straße 13                                                               | Karl-Liebknecht-Straße 13 (Lage)                                                          |                                        | 1912                                         | Felix Sommer (Entwurf, Bauleitung)                                                                    | Mietvilla mit Einfriedung | Mietvilla Karl-Liebknecht-Straße 13 |
| Villa Emilie                                                                                      | Karl-Liebknecht-Straße 14 (Lage)                                                          |                                        | 1890/95                                      | | Mietvilla mit Einfriedung | Villa Emilie |
| Villa Karl-Liebknecht-Straße 17                                                                   | Karl-Liebknecht-Straße 17 (Lage)                                                          |                                        | 1886/87                                      | F. A. Bernhard Große                                                                                  | Landhausartige Villa | Villa Karl-Liebknecht-Straße 17 |
| Villa Frieda                                                                                      | Karlstraße 1 (Lage)                                                                       |                                        | 1900–02                                      | F. A. Bernhard Große                                                                                  | Mietvilla | Villa Frieda |
| Haus Gotendorf                                                                                    | Karlstraße 4 (Lage)                                                                       |                                        | 1876–78                                      | | Villa mit Einfriedung. Erwähnung im Dehio                                                                                                   | Haus Gotendorf |
| Villa Viktoria                                                                                    | Karlstraße 5 (Lage)                                                                       |                                        | um 1889                                      | Carl Käfer                                                                                            | Palaisartiges Mietshaus mit Einfriedung | Mietshaus Karlstraße 5 |
| Frenzelsches Haus                                                                                 | Karlstraße 8 (Lage)                                                                       |                                        | 1872/73                                      | Moritz Große                                                                                          | Landhaus mit Nebengebäude, Garten und Einfriedung                                                                                           | Frenzelsches Haus |
| Frenzelsches Haus                                                                                 | Karlstraße 8 (Lage)                                                                       | Karlstraße 9008-I                      | 1872/73                                      | Moritz Große                                                                                          | Nebengebäude zum Landhaus | Frenzelsches Haus: Nebengebäude |
| Frenzelsches Haus                                                                                 | Karlstraße 8 (Lage)                                                                       | Karlstraße 9008-II                     | 1872/73                                      | Moritz Große                                                                                          | Garten zum Landhaus | Frenzelsches Haus: Garten |
| Villa Meta                                                                                        | Karlstraße 9 (Lage)                                                                       |                                        | um 1885                                      | Adolf Neumann                                                                                         | Villa | Villa Meta |
| Villa Karlstraße 10                                                                               | Karlstraße 10 (Lage)                                                                      |                                        | 1893/94                                      | F. A. Bernhard Große                                                                                  | Mietvilla | Villa Karlstraße 10 |
| Villa Käthe-Kollwitz-Straße 26                                                                    | Käthe-Kollwitz-Straße 26 (Lage)                                                           |                                        | 1879–81, 1892                                | August Große, Adolf Neumann (Anbau)                                                                   | Villa | Villa Käthe-Kollwitz-Straße 26 |
| Villa Kellereistraße 1                                                                            | Kellereistraße 1 (Lage)                                                                   |                                        | um 1910                                      | | Villa | Villa Kellereistraße 1 |
| Mietvilla Emil Otto Grün                                                                          | Kellereistraße 3 (Lage)                                                                   |                                        | 1906/07                                      | Adolf Menzel                                                                                          | Mietvilla | Mietvilla Emil Otto Grün |
| Mietvilla Gustav Otto Neubert                                                                     | Kellereistraße 8 (Lage)                                                                   |                                        | 1900                                         | Adolf Neumann                                                                                         | Mietshaus | Mietvilla Gustav Otto Neubert |
| Villa Hedwig                                                                                      | Körnerweg 2 (Lage)                                                                        |                                        | vor 1871                                     | Gebrüder Ziller                                                                                       | Villa, Torbogen an der Westseite des Grundstücks. Bewohner: Herbert König                                                                   | Villa Hedwig |
| Villa Fanny Fischer                                                                               | Körnerweg 3 (Lage)                                                                        |                                        | 1911–13                                      | Oskar Menzel (Entwurf), Johannes Eisold (Bau)                                                         | Mietvilla mit Einfriedung. Eigentümer: Julius Dehne                                                                                         | Villa Fanny Fischer |
| Dreifamilienwohnhaus Emil Mädler                                                                  | Körnerweg 4 (Lage)                                                                        |                                        | 1936                                         | Martin Smettan                                                                                        | Wohnhaus | Dreifamilienwohnhaus Emil Mädler |
| Verwaltungsgebäude Elektrizitätsverband Gröba                                                     | Körnerweg 5 (Lage)                                                                        |                                        | 1924                                         | Otto Rometsch                                                                                         | Elektrizitätsverband Gröba. Verwaltungsgebäude mit Remise, Einfriedung und gestaltetem Eingangsbereich. Heute eine Seniorenresidenz         | Verwaltungsgebäude Elektrizitätsverband Gröba, aus Richtung Meißner Straße                                                                  |
| Dreifamilienwohnhaus Gustav Richard Otto Lange                                                    | Körnerweg 6 (Lage)                                                                        |                                        | 1935                                         | Martin Smettan                                                                                        | Wohnhaus mit Einfriedung | Dreifamilienwohnhaus Gustav Richard Otto Lange                                                                                              |
| Dreifamilienwohnhaus Gustav Richard Otto Lange                                                    | Körnerweg 6 (Lage)                                                                        | Körnerweg 9006                         | 1935                                         | Martin Smettan                                                                                        | Garage zum Wohnhaus | Garage zum Dreifamilienwohnhaus Gustav Richard Otto Lange                                                                                   |
| Villa Dora                                                                                        | Körnerweg 10 (Lage)                                                                       |                                        | um 1880, 1910                                | Ernst Claus (Ausbau)                                                                                  | Landhausartige Villa mit Einfriedung. Bewohner: Emil Peschel                                                                                | Villa Dora |
| Mietvilla August Große                                                                            | Ledenweg 13 (Lage)                                                                        |                                        | 1890/91                                      | August Große                                                                                          | Villa in Ecklage | Mietvilla August Große |
| Villa Paul Gottlieb Kunze                                                                         | Ledenweg 14 (Lage)                                                                        |                                        | 1878, 1907                                   | F. A. Bernhard Große (Umbau)                                                                          | Wohnhaus. Wohnsitz: Alfred Naumann | Ledenweg 14 |
| Villa Ledenweg 21                                                                                 | Ledenweg 21 (Lage)                                                                        |                                        | 1880                                         | Gebrüder Große                                                                                        | Villa | Ledenweg 21 |
| Atelierpavillon Otto Jantzen                                                                      | Ledenweg 31 (Lage)                                                                        | Ledenweg 9031                          | 1905                                         | Johannes Heinsius                                                                                     | Gartenpavillon (Atelierbau), mit Elementen von Neobarock und Jugendstil                                                                     | Atelierpavillon Otto Jantzen, Foto 1994 |
| Grundschule Niederlößnitz, Mittlere Volksschule, Polytechnische Oberschule „Martin Andersen Nexö“ | Ledenweg 35 (Lage)                                                                        |                                        | 1860, 1886, 1905 Anbau, 1906–08              | Gebrüder Ziller, Adolf Neumann (Erweiterung), Adolf Neumann (Neubau)                                  | Schule mit Anbau, Turnhalle und Einfriedung                                                                                                 | Grundschule Niederlößnitz, Neues Haus |
| Grundschule Niederlößnitz, Mittlere Volksschule, Polytechnische Oberschule „Martin Andersen Nexö“ | Ledenweg 35 (Lage)                                                                        | Ledenweg 9035                          | 1860, 1886, 1905 Anbau, 1906–08              | Gebrüder Ziller, Adolf Neumann (Erweiterung), Adolf Neumann (Neubau)                                  | Schule mit Anbau, Turnhalle und Einfriedung                                                                                                 | Grundschule Niederlößnitz, Turnhalle |
| Villa Salbach                                                                                     | Ledenweg 39 (Lage)                                                                        |                                        | 1896/98, 1902                                | F. A. Bernhard Große                                                                                  | Mietvilla. Bewohnerin: Clara Salbach | Ledenweg 39 |
| Villa Ledenweg 41                                                                                 | Ledenweg 41 (Lage)                                                                        |                                        | 1897–99, 1927/28                             | F. A. Bernhard Große, Alfred Tischer (Entwurf Erweiterung), Felix Sommer (Bau)                        | Mietvilla | Ledenweg 41 |
| Villa Friedrich Hermann Hausmann                                                                  | Ledenweg 43 (Lage)                                                                        |                                        | 1897                                         | F. A. Bernhard Große                                                                                  | Mietvilla | Ledenweg 43 |
| Landhaus Lutzmann                                                                                 | Lindenaustraße 3 (Lage)                                                                   |                                        | 1906                                         | Schilling & Graebner (Entwurf Oskar Menzel)                                                           | Kleine Villa mit Einfriedung. Villenkolonie Altfriedstein                                                                                   | Landhaus Lutzmann, Giebelansicht |
| Einfamilienhaus Bernhard Hartmann                                                                 | Lindenaustraße 4 (Lage)                                                                   |                                        | 1933                                         | | Wohnhaus. Villenkolonie Altfriedstein | Einfamilienhaus Bernhard Hartmann |
| Landhaus Paul Schramm                                                                             | Lindenaustraße 6 (Lage)                                                                   |                                        | 1908/09                                      | Felix Sommer (Entwurf), Rose & Röhle (Bau)                                                            | Mietvilla mit Einfriedung. Villenkolonie Altfriedstein                                                                                      | Landhaus Paul Schramm |
| Landhaus Lindenaustraße 7                                                                         | Lindenaustraße 7 (Lage)                                                                   |                                        | 1903/04                                      | Schilling & Graebner (Entwurf Heino Otto)                                                             | Mietvilla mit Einfriedung. Villenkolonie Altfriedstein                                                                                      | Landhaus Lindenaustraße 7 |
| Villa Oskar Möbius, Nebengebäude der Villa Oskar Möbius                                           | Lindenaustraße 9, 9a (Lage)                                                               |                                        | 1907/08                                      | Oskar Möbius, Alfred Große (Bau)                                                                      | Villa mit Nebengebäude und Einfriedung. Villenkolonie Altfriedstein                                                                         | Villa Oskar Möbius |
| Haus Händel                                                                                       | Lindenaustraße 12 (Lage)                                                                  |                                        | 1905                                         | Felix Sommer                                                                                          | Mietvilla mit Einfriedung | Haus Händel |
| Moritz-Ziller-Denkmal                                                                             | Lößnitzgrund auf Höhe Lößnitzgrundstraße 41, jedoch am westlichen Hang (Wanderweg) (Lage) | Lößnitzgrundstraße (in Wahnsdorf) 9000 | 1898                                         | | Denkmalanlage für Moritz Ziller über halbrundem Grundriss, Zyklopenmauer mit Abdeckplatten, Bänke und Inschrifttafel                        | Das Moritz-Ziller-Denkmal befindet sich am Wanderweg des Lößnitzgrundes, direkt am Lößnitzbach                                              |
| Königs-Pavillon, Töchterheim Sallawa                                                              | Ludwig-Richter-Allee 6 (Lage)                                                             |                                        | 1875–77, 1927/28                             | Adolf Neumann, Alfred Tischer                                                                         | Villa mit Einfriedung. Besitzer Adolf Neumann, Melitta und Helene Meyer genannt von Sallawa und Radau                                       | Villa Ernst Louis Becher |
| Villa Rossija                                                                                     | Ludwig-Richter-Allee 8 (Lage)                                                             |                                        | 1885/86                                      | Adolf Neumann                                                                                         | Villa | Villa Rossija |
| Villa Ludwig-Richter-Allee 9                                                                      | Ludwig-Richter-Allee 9 (Lage)                                                             |                                        | 1879/80                                      | Adolf Neumann                                                                                         | Villa | Villa Ludwig-Richter-Allee 9 |
| Villa Franziska, Villa Elias                                                                      | Ludwig-Richter-Allee 15 (Lage)                                                            |                                        | 1881/82                                      | Adolf Neumann                                                                                         | Villa | Villa Franziska |
| Villa Ludwig-Richter-Allee 17                                                                     | Ludwig-Richter-Allee 17 (Lage)                                                            |                                        | 1888/89                                      | Adolf Neumann                                                                                         | Villa mit Umfriedung. Radebeuler Bauherrenpreis 2004                                                                                        | Villa Ludwig-Richter-Allee 17 |
| Haus Liborius                                                                                     | Ludwig-Richter-Allee 21 (Lage)                                                            |                                        | 1633 Liborius, 1805                          | | Herrenhaus eines ehemaligen Weinguts. Besitzer Senfft von Pilsach                                                                           | Haus Liborius |
| Mietvilla Heinrich Schrader                                                                       | Ludwig-Richter-Allee 24 (Lage)                                                            |                                        | 1909/10, 1928–31                             | Felix Sommer, Franz Jörissen (Anbau)                                                                  | Wohnhaus mit Eckpavillon und Einfriedung. Villenkolonie Altfriedstein                                                                       | Mietvilla Heinrich Schrader, Straßenansicht                                                                                                 |
| Mietvilla Heinrich Schrader                                                                       | Ludwig-Richter-Allee 24 (Lage)                                                            | Ludwig-Richter-Allee 9024              | 1909/10, 1928–31                             | Felix Sommer, Franz Jörissen (Anbau)                                                                  | Eckpavillon zum Wohnhaus. Villenkolonie Altfriedstein                                                                                       | Gartenpavillon der Mietvilla Heinrich Schrader.                                                                                             |
| Landhaus Ludwig-Richter-Allee 27                                                                  | Ludwig-Richter-Allee 27 (Lage)                                                            |                                        | 1902/03, 1910                                | Schilling & Graebner (Entwurf Heino Otto), Felix Sommer (Altananbau)                                  | Mietvilla mit Einfriedung. Villenkolonie Altfriedstein                                                                                      | Landhaus Ludwig-Richter-Allee 27 |
| Landhaus Paul Nieschke                                                                            | Ludwig-Richter-Allee 28 (Lage)                                                            |                                        | 1906, 1914                                   | Schilling & Graebner (Entwurf Heino Otto), F. W. Eisold (Verandaanbau)                                | Mietvilla mit Einfriedung. Villenkolonie Altfriedstein                                                                                      | Landhaus Paul Nieschke, Ludwig-Richter-Allee 28                                                                                             |

## Liste ehemaliger/abgebrochener Bau-/Kulturdenkmale
| Name, Bezeichnung             | Adresse, Koordinaten            | Datum                   | Baumeister, Architekten                                  | Denkmalumfang, Bemerkung | Bild                                                                  |
| ----------------------------- | ------------------------------- | ----------------------- | -------------------------------------------------------- | --- | --------------------------------------------------------------------- |
| Mietvilla Heinrich Emil Unger | Am Bornberge 9 (Lage)           | 1892                    | Adolf Neumann                                            | Gartenlaube zur Villa. Anfang der 2010er Jahre bei der Sanierung des Hauses beräumt. Ehemals unter der Adresse Wilhelm-Busch-Straße 18 | Kein freies Foto verfügbar                                            |
| Haus Gärtner                  | An der Jägermühle 10 (Lage)     |                         |                                                          | Denkmalschutz (1973) vor 2008 aufgehoben.                                                                                              | Haus Gärtner                                                          |
| Haus Barnewitz                | Auf den Bergen 15 (Lage)        | um 1660, um 1920        | Otto Rometsch (Umbau)                                    | Denkmalschutz wurde nach 2012 aufgehoben. Winzerhaus mit Torsäulen und Weinberg                                                        | Haus Barnewitz, rechts das Nebengebäude                               |
| Remise Villa Jägers Heim      | Borstraße 4c (Lage)             | 1919                    | Gebrüder Große, Adolf Neumann (jeweils Teilrealisierung) | Ehemalige Remise mit Kutscherwohnung, heute zum Wohnhaus umgebaut. 2019 nicht mehr in der Denkmalschutzliste                           | Villa Jägers Heim, ehemalige Remise                                   |
| Mietvilla Borstraße 58        | Borstraße 58 (Lage)             | 1896/97                 | Adolf Neumann                                            | Denkmalschutz wurde nach 2012 aufgehoben. Mietvilla                                                                                    | Villa Borstraße 58                                                    |
| Haus Straube                  | Borstraße 59 (Lage)             |                         |                                                          | Denkmalschutz (1973) vor 1979 aufgehoben.                                                                                              | Haus Borstraße 59                                                     |
| Gotisches Haus                | Heinrich-Zille-Straße 5 (Lage)  | vor 1850, um 1850, 1874 | Christian Gottlieb Ziller, Gebrüder Ziller (Aufstockung) | Trotz Denkmalschutz in den 2000er Jahren abgebrochen. Mietvilla mit Teilen der Einfriedung                                             | Zillerstraße, Foto 1999. Westgiebel und Südseite des Gotischen Hauses |
| Kreiskrankenhaus Radebeul     | Heinrich-Zille-Straße 13 (Lage) | 1877–79, 1896           |                                                          | Kreiskrankenhaus Radebeul, vor 2011 abgebrochenes Nebengebäude                                                                         | Kreiskrankenhaus Nebengebäude Heinrich-Zille-Straße 9013-II           |
| Sängerhöhe                    | Höhenweg 5 (Lage)               | um 1800                 |                                                          | Nebengebäude zur Sängerhöhe, nach 2007 abgegangen                                                                                      | Kein freies Foto verfügbar                                            |
| Villa Feierabend              | Ledenweg 22 (Lage)              | 1883/84                 | Moritz Große                                             | Denkmalschutz vor 2012 aufgehoben. Wohnhaus                                                                                            | Ledenweg 22                                                           |

## Anmerkung
1. ↑  Diese Liste entspricht möglicherweise nicht dem aktuellen Stand der offiziellen Denkmalliste. Diese kann über die zuständigen Behörden eingesehen werden. Daher garantiert das Vorhandensein oder Fehlen eines Bauwerks oder Ensembles in dieser Liste nicht, dass es zum gegenwärtigen Zeitpunkt ein eingetragenes Denkmal ist oder nicht. Eine verbindliche Auskunft erteilt das Landesamt für Denkmalpflege Sachsen oder die Untere Denkmalbehörde.